# Clément Villecourt
Clément Villecourt (né le 9 octobre 1787 à Lyon et mort le 17 avril 1867 à Rome) est un cardinal français du XIXe siècle.

## Biographie
Villecourt est notamment curé à Bagnols-en-Lyonnais, curé de Saint-François de Sales, grand vicaire du diocèse de Meaux (1823-1832) et vicaire général à l'archidiocèse de Sens (1832-1835). 
Il devient évêque de La Rochelle en 1836, résigne en 1856 et réside alors à Rome. À la tête du diocèse de La Rochelle, il est à l'origine d'un renouveau catholique : les paroisses sont multipliées et les établissements ecclésiastiques (institution diocésaine Notre-Dame de Recouvrance de Pons et petit séminaire de Montlieu-la-Garde) sont consolidés). Villecourt se fait connaître également par la vigueur des polémiques qu'il entretient avec les protestants. C'est sous son épiscopat que la titulature diocésaine change, le titre d'évêque de Saintes étant accolé à celui de La Rochelle. 
C'est un prélat ultramontain : c'est probablement à ce titre qu'il est créé cardinal par le pape Pie IX lors du consistoire du 17 décembre 1855. À Rome, il se fit un représentant très discret des intérêts français.
Il lègue une importante bibliothèque à la première école supérieure Saint-Alphonse en 1867.

## Distinction
- Chevalier de la Légion d'honneur (28 décembre 1854)[1]

## Armes
D'azur à la croix de calvaire d'argent.

## Publications
- Clément Villecourt, Lettre pastorale de Monseigneur l'évêque de la Rochelle à l'occasion des désastres de la Guadeloupe : suivi de Lettre du Comité central des souscriptions pour la Guadeloupe, S.l., s.n., 1843, 6 p. (lire en ligne)
- Clément Villecourt, État des Quêtes faites dans les paroisses du diocèse de la Rochelle, pour les séminaires, et des Offrandes pour Dispenses de Carême pendant l'année 1843, Quêtes pour la Guadeloupe, S.l., s.n., 1843, 8 p. (lire en ligne)

- Soirées religieuses des serviteurs de Marie, ou Traité complet de la dévotion envers la Sainte Vierge, par S. Ém. le cardinal Villecourt. Ouvrage enrichi de traits édifiants et du recueil authentique des indulgences attachées à cette dévotion (1866)
- Œuvres oratoires de Son Éminence, le cardinal Clément Villecourt (1865)
- Vie et institut de saint Alphonse-Marie de Liguori,... par... le cardinal Clément Villecourt, d'après les mémoires du père Tannoia et divers documents authentiques... (1863)
- Œuvres oratoires de Son Éminence, le cardinal Clément Villecourt (1861)
- Sacra rituum congregatione... cardinali Villecourt relatore, Constantien. confirmationis cultus ab immemoriali tempore prastiti servo dei Thomae Helyae presbytero saeculari et eleemosynario s. Ludovici IX, regis Galliarum beato nuncupato (1859)
- Œuvres oratoires complètes de S. Ém. le cardinal Villecourt (1856)
- Lettre pastorale et mandement de son Éminence le cardinal Villecourt... (1856)
- Lettre pastorale et Mandement... pour le carême de... 1855 (1855)
- "Les Deux épîtres aux vierges de saint Clément Romain..." (1853) de Clément I (traduction)
- Discours prononcé par monseigneur l'évêque de La Rochelle et de Saintes (1853)
- La France et le pape, ou Dévouement de la France au Siège apostolique (1849)
- Nouveau récit de l'apparition de la Sainte Vierge sur les montagnes des Alpes (1847)
- Discussion impartiale, où l'on fait remarquer les préoccupations et les inexactitudes de M. Delmas, ministre protestant à La Rochelle, dans sa réplique publiée sous le titre d'"Examen", opuscule dédié à tous les protestants de bonne foi de la ville et du diocèse, par Mgr Villecourt,... (1846)
- Juste balance, ou Fidèle appréciation du vrai sens des Écritures dans les matières de controverses, ouvrage... traduit du latin par Mgr Villecourt,... suivi de la Lettre écrite par ce prélat à M. Hurter à l'occasion de sa conversion et de la Réponse de ce docteur (1845)
- Abrégé de la doctrine chrétienne (1845)
- Réponse aux Observations de M. Delmas sur le mandement de l'évêque de La Rochelle et sur l'ouvrage intitulé "Juste balance", avec un coup-d'oeil sur l'écrit intitulé "Réponse des évangélistes et des colporteurs" (1845)
- Abrégé de la doctrine chrétienne (1836)
- "Lettres spirituelles... aux religieuses et autres personnes vivant en communauté..." (1834) de Alphonse de Liguori (traduction)
- "Discours de saint Cyprien durant la mortalité, traduit par M. Villecourt..." (1832) de Cyprien (traduction)
- Lettres à M. Faivre (1821)
- Concile de la province de Bordeaux. Cérémonie de clôture. Discours de Mgr Villecourt, allocution de Mgr Donnet,...